# Angelika Kowalska
Angelika Anna Kowalska (ur. 16 lipca 1992 w Łodzi) – polska koszykarka występująca na pozycji rzucającej.
21 sierpnia 2018 została zawodniczką islandzkiego Snaefell. 9 lutego 2021 dołączyła do włoskiego Virtusu Cagliari.

## Osiągnięcia
Stan na 4 maja 2024, na podstawie, o ile nie zaznaczono inaczej.

### Drużynowe
Młodzieżowe
- Mistrzyni Polski kadetek (2008)[5]

### Indywidualne
(* – nagrody przyznane przez portal eurobasket.com
Seniorskie
- Zaliczona do składu honorable mention ligi islandzkiej (2019)*

Młodzieżowe
- Zaliczona do I składu mistrzostw Polski kadetek (2008)[5]

### Reprezentacja
- Uczestniczka mistrzostw Europy:
  - U–20 (2012 – 10. miejsce)[6]
  - U–18 (2009 – 12. miejsce)[7]
  - U–16 (2008 – 6. miejsce)[8]